# ローズウッド (木材)

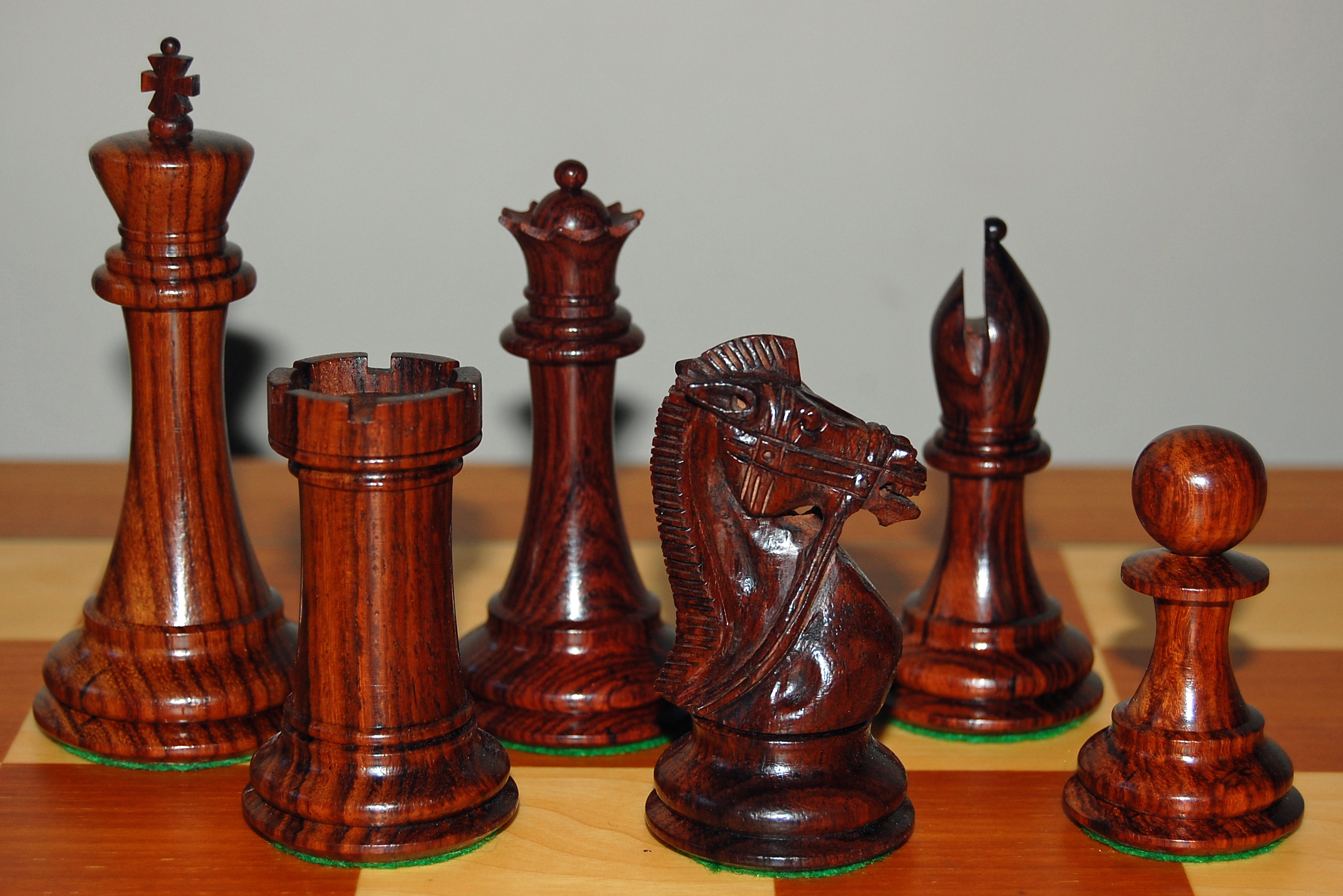
イースト・インディアン・ローズウッド製のチェスの駒。

ローズウッド（rosewood）は、ツルサイカチ属の植物に冠される総称。これらの木材は一般的に茶や赤茶の色をしている。日本では紫檀（シタン）とも呼ばれている。
ローズウッドは重硬で、ヤニを多く含むため耐虫害性や耐候性があり腐敗せず長持ちすることから、古代から世界各国で家具や仏壇、唐木細工、楽器、ナイフの柄、ビリヤードのキュー、チェスの駒（黒いもの）などに使用されている。
武装ギャングによる違法伐採が盛んであるため、ツルサイカチ属の種全体が2017年10月4日から有効となっているワシントン条約の附属書II（ダルベルギア・ニグラのみ附属書Iに）に登録されている。

## 主なローズウッドの品種

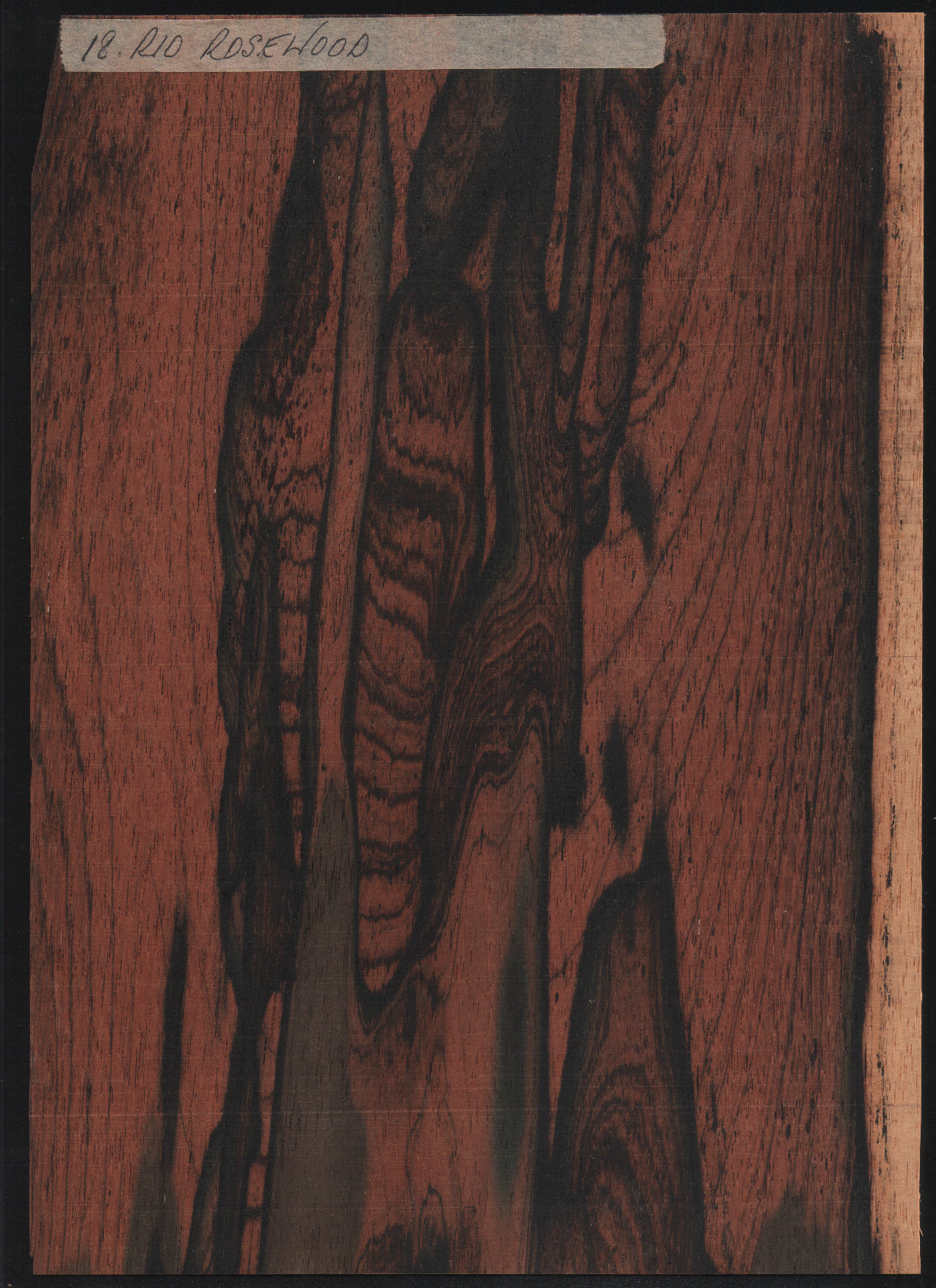
杢目が入ったブラジリアン・ローズウッド

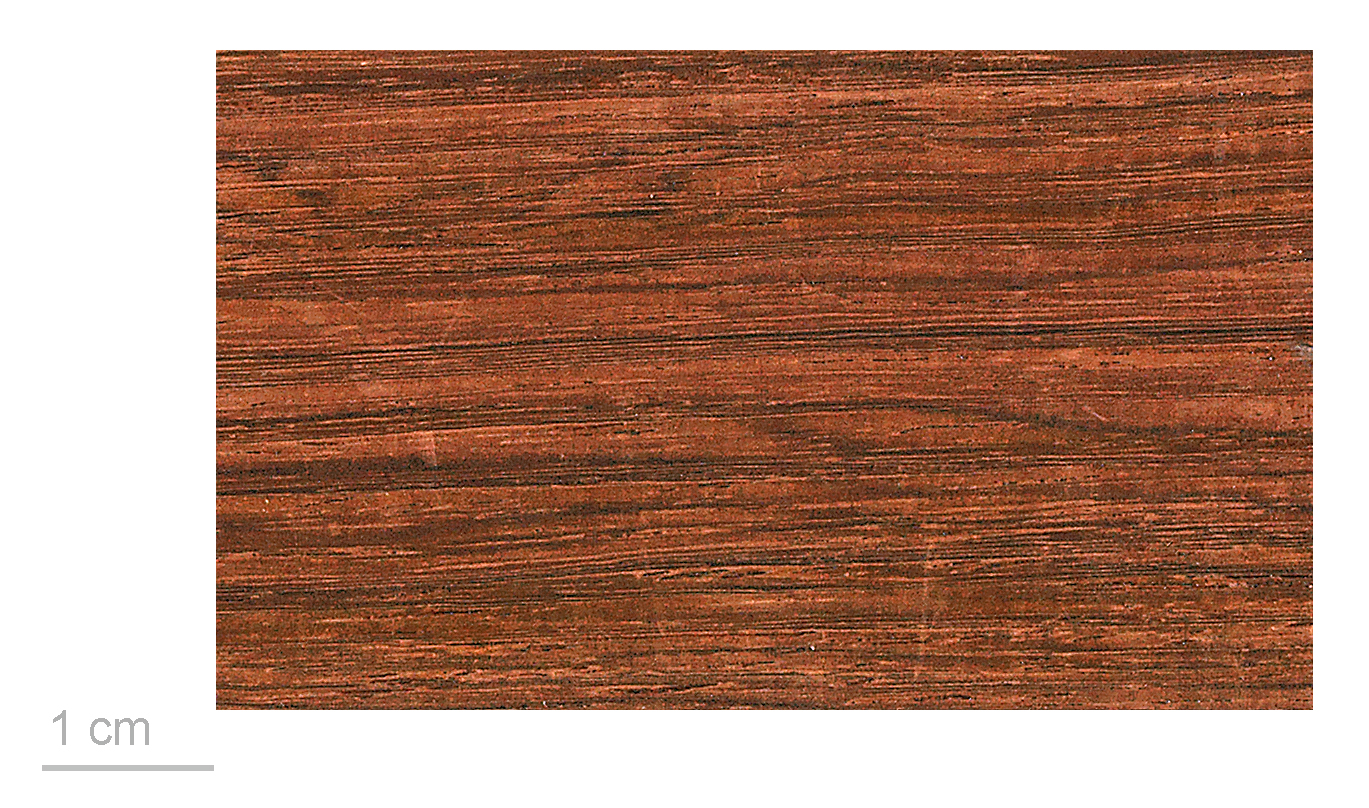
マダガスカル・ローズウッドの板

ローズウッドは、マメ科のツルサイカチ属（Dalbergia）に属し、主にインドやマダガスカル、中南米に多くみられる。東南アジアなどの国々では人工的に植林されるなどされている。
ツルサイカチ属であってもアフリカン・ブラックウッドなど近年、商業的に販売され始めた木材などでは種類をわかりやすくするためにあえて○○・ローズウッドとして名付けられないことも多い。
- Dalbergia sissoo - 標準和名: シッソノキ; 通称：インディアン・ローズウッド、本紫檀、インド・ローズウッド

インドやパキスタン、ネパールなどのヒマラヤ山脈周辺原産のローズウッド。ローズウッドの中では最も高級とされ、古代からシルクロードの交易品として親しまれ、中世のヨーロッパでは貴族の家具として使われていた。日本でも唐木細工の国宝や仏壇などに使用されている。
- Dalbergia latifolia - 和名: マルバシタン; 通称：（イースト・）インディアン・ローズウッド、紫檀、ソノケリン、インドネシア・ローズウッド

インド西部原産のローズウッド。現在ではインドネシアを中心とする東南アジアでも木材の産業として植林されているためローズウッドとしての供給量が最も多い品種。インディアン・ローズウッドと比べると軽く柔らかいのが特徴。
- Dalbergia oliveri - 通称：ビルマ・ローズウッド、手違紫檀（テチガイシタン）、チンチャン

ミャンマー原産のローズウッド。他のローズウッドと比べるとオレンジ系の茶色である。日本では古くから本紫檀ではない異なるローズウッドが注文で来てしまったという意味で手違紫檀という俗称がある。
- Dalbergia cochinchinensis - 標準和名: シタン; 通称：サイアミーズ・ローズウッド、ベトナム・ローズウッド、カンボジアン・ローズウッド、パイオン

タイやベトナム、カンボジアなどが原産のローズウッド。インディアンローズウッドによく似ており、現地の唐木細工や家具などで使用されている。
- Dalbergia cultrata - 通称：カムピー・ローズウッド、ラオス・ローズウッド、ビルマ・ブラックウッド

タイなどが原産のローズウッド。現地で唐木細工や家具として使用されている。
- Dalbergia nigra（ダルベルギア・ニグラ）- 通称：ブラジリアン・ローズウッド、ハカランダ

ブラジル原産のローズウッド。アメリカ大陸発見以降に主にアメリカで高級家具や楽器で銘木として使用され始めた。インディアンローズウッドと比べると導管が細く茶色味が強いのが特徴。第二次世界大戦後、ブラジルの経済発展から林地の住宅化が進み一時期絶滅危惧種として指定された(現在は解除されている)。また1992年にワシントン条約で今後絶滅のおそれがあるとして附属書Iに登録され、輸出入するには経済産業省の許諾が必要となっている。
- Dalbergia spruceana - 通称：アマゾン・ローズウッド

ブラジルやボリビア原産のローズウッド。ブラジリアン・ローズウッドと近い品種であり、見た目や性質が似ているため代替材として使用されることが多い。北米などでは家具や楽器に使用されている。
- Dalbergia cearensis - 通称：キングウッド

ブラジル原産のローズウッド。家具やオーボエ、弦楽器の指板などに使用されている。
- Dalbergia decipularis - 通称：チューリップウッド

北ブラジル原産のローズウッド。通常のローズウッドと比べると色が薄いが特徴。
- Dalbergia frutescens - 通称：ブラジリアン・チューリップウッド

ブラジル原産のローズウッド。通常のローズウッドと比べると色が薄い。
- Dalbergia stevensonii - 通称：ホンジュラス・ローズウッド、ニュー・ハカランダ

ベリーズ原産のローズウッド。ブラジリアン・ローズウッドが高価になり始めた戦後、新たな代替材としてニューハカランダとして主にマリンバやギターなどの楽器に使用され始めた。他のローズウッドと比べると色が薄いのが特徴。国立公園や私有地などで自生しているものを現地のギャングによって違法伐採が頻繁に行われているため、現在ワシントン条約の附属書IIに登録され厳密な仕入先を管理されている。
- Dalbergia retusa（ダルベルギア・レトゥサ）- 通称：ココボロ、サザン・アメリカン・ローズウッド

メキシコやコスタリカ、コロンビアなどの中南米原産のローズウッド。古くから原住民や開拓民によってナイフや銃器などの武具の柄に使用されていた木材。他のローズウッドと比べると赤みが強く、独特な木目をもつのが特徴。国立公園や私有地などで自生しているものを現地のギャングによって違法伐採が頻繁に行われているため、現在ワシントン条約の附属書IIに登録され厳密な仕入先を調査/管理されている。
- Dalbergia tucurensis - 通称：ユカタン・ローズウッド、パナマ・ローズウッド、ニカラグアン・ローズウッド

ユカタン半島などの中南米原産のローズウッド。他のローズウッドと比べると非常に薄い茶色である。万年筆や食器などで使われる。
- Dalbergia melanoxylon - 通称：アフリカン・ブラックウッド

南アフリカのサバンナで生育しているローズウッド。真っ黒の見た目でありローズウッドの中でもトップクラスの硬さがある。エボニーの代替材として使われていたが、近年オーボエやギターなどの楽器用途での需要が高まっている。
- Dalbergia baronii - 通称：マダガスカル・ローズウッド、パリサンダー

マダガスカルを中心とするアフリカ原産のローズウッド。原住民にはあまり使用されていなかったが、戦後、欧州や中国で家具や楽器用として需要が高まった木材。茶色味がやや強くローズウッドの名前が冠する中では最も硬く重い品種である。国立公園や私有地などで自生しているものを現地の武装ギャングによって違法伐採が頻繁に行われているため、現在ワシントン条約の附属書IIに登録され厳密な仕入先を管理されている。
- Dalbergia maritima - 通称：ボア・ド・ローズ、マダガスカル・ローズウッド

マダガスカルを中心とするアフリカ原産のローズウッド。通常、マダガスカル・ローズウッドはDalbergia baroniiの事だが、これらの品種も含めて総称として使われる場合もある。

## 商品名としてのローズウッド
木材業界においては、ローズウッドは銘木でありブランド価値として一定の地位があるため、ローズウッドでなくともそれらによく似たマメ科や近似種の植物を『○○・ローズウッド』という商品名で木材や木工品を販売することがしばしば見受けられる。
以下は、主に商品名がローズウッドとして販売される事が多い樹木。
- Machaerium scleroxylon - 商品名：ボリビアン・ローズウッド、通称：パー・フェロー

ボリビアを中心とする中南米原産のマメ科Machaerium属の植物。主にギターなどの弦楽器使用目的で多く取引されている。インディアンローズウッドと比べるとヤニが少なく色が薄いのが特徴。
- Melanorrhoea laccifera - 商品名：ボルネオ・ローズウッド、通称：レンガス

マレーシアなどが原産のマメ科Melanorrhoea属の植物。インディアンローズウッドと比べるとヤニが少なく色が薄いのが特徴。
- Guibourtia demeusii - 商品名：アフリカン・ローズウッド、通称：ブビンガ

カメルーンなどの熱帯雨林のアフリカ原産のジャケツイバラ亜科ブビンガ属の植物。ジャケツイバラ亜科はマメ科の近似種であり、世界三大唐木のタガヤサンなどと同じ科である。主にギターなどの弦楽器や和太鼓に使われている。ローズウッドとは異なり赤みがかった褐色に近い色である。
- Guibourtia hymenaeifolia - 商品名：チエテ・ローズウッド、通称：パタゴニアン・チェリー

ブラジル原産のジャケツイバラ亜科ブビンガ属の植物。ブビンガ同様でローズウッドとは異なり赤みがかった褐色に近い色である。

## 違法伐採の問題

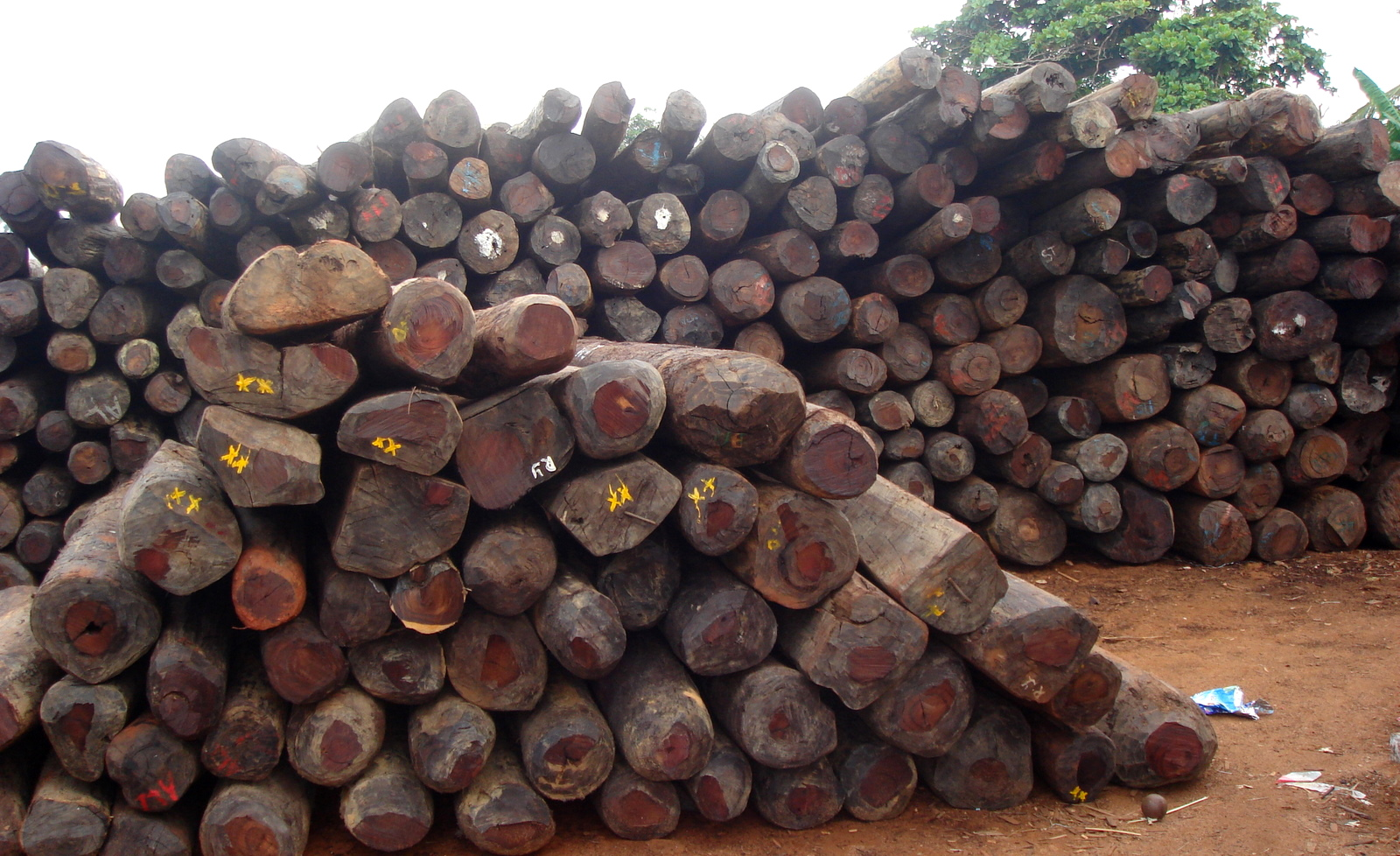
ギャングから押収されたマダガスカル・ローズウッド

近年、ローズウッドは高級家具や高級楽器メーカーが頻繁に使用し、価格が上昇しているため、マダガスカルやメキシコ、ホンジュラスなどでは現地のギャングが国立公園や私有地を違法に伐採し、強奪後にそれらを転売することでに2億2000万米ドルの資金を得ているとして問題となっている。
これらのローズウッドの98%が中国、2%がヨーロッパの木材販売業者に流れ世界中に流れているとの報告もある。
現在こういったギャングによる違法取引を規制するため、2013年にマダガスカルローズウッドやココボロをワシントン条約の附属書IIにリスト入するなどし、販売元や原産地などの証明を義務付けている。ワシントン条約第17回締約国会議の結果、2017年1月2日から左記の種を含むツルサイカチ属全体（ただし附属書Iのダルベルギア・ニグラを除く）が附属書IIに記載されることとなった。

## 用途
弦楽器（ギター、バンジョー）、木管楽器（オーボエ、クラリネット）、打楽器（桴、カスタネット、クラベス、ウッドブロック、木琴、シロフォン、マリンバ）などの楽器に使われる。